# Kingswood Abbey
Kingswood Abbey (Kingeswoda) ist eine ehemalige Zisterzienserabtei in dem Dorf Kingswood, rund 1 km südwestlich von Wotton-under-Edge in Gloucestershire in England (nicht zu verwechseln mit Kingswood bei Bristol in South Gloucestershire).

## Geschichte
Das Kloster wurde 1139 von William of Berkeley als Tochterkloster von Tintern Abbey gestiftet und gehörte damit der Filiation von Cîteaux an. Nachdem das Kloster von König Stephan im Bürgerkrieg in Beschlag genommen worden war, wurde es gegen 1147 nach Hazelton bei Rodmarton verlegt, jedoch erfolgte bald die Rückverlegung nach Kingswood; ein Teil der Mönche verblieb jedoch in Hazelton und ein Teil ging nach Tetbury. 1164 erhielt das Kloster eine besser geeignete Stelle in Kingswood und wurde von Waverley Abbey neu besiedelt. Das Kloster gehörte zu den bedeutendsten Wollproduzenten in Großbritannien. Im Valor Ecclesiasticus von 1535 wurde das Jahreseinkommen des Klosters mit 232 Pfund veranschlagt. Die Auflösung erfolgte erst mit den größeren Klöstern im Jahr 1538. Die Klostergüter erhielt Sir John Tynne.

## Bauten und Anlage
Erhalten ist lediglich das Torhaus aus dem 15. Jahrhundert, eines der letzten mittelalterlichen Klostergebäude, das bereits Renaissancezüge trägt und von English Heritage betreut wird. Über die sonstige Klosteranlage ist fast nichts bekannt.